# 13 (Amerikaanse film)
13 is een Amerikaanse thriller, die uitgekomen is in de eerste maanden van 2010. Het is een herfilming van de Franse rolprent 13 Tzameti. De film werd gemaakt en geschreven door Géla Babluani.

## Verhaal
Terwijl de jonge elektricien Vincent "Vince" Ferro een klus opknapt in het huis van een junkie, komt hij te weten dat deze laatste in het bezit is van een enveloppe die enorm veel geld waard is. Wanneer de junkie daarop sterft, ten gevolge van een overdosis, steelt Vince de enveloppe omdat hij dit aanziet als een oplossing om de torenhoge ziekenhuiskosten van zijn vader te betalen. Na het volgen van alle instructies komt hij terecht in een soort Russische roulette waar hij niet meer aan onderuit kan. Om anonimiteit te waarborgen, krijgen de deelnemers elk een nummer. Vince krijgt nummer 13. Bedoeling is dat de deelnemers in een kring staan, een geweer laden met een aantal kogels dat overeenkomt met de speelronde, de cilinder laten tollen, het geweer op het achterhoofd van de voorstaander zetten en de trekker overhalen zodra een lamp aanschakelt. Naast de deelnemers zijn er ook gokkers. Vince wint, als enige overlevende deelnemer, het spel en krijgt meer dan 1 miljoen dollar aan prijzengeld. De politie heeft weet van het illegale spel en is Vince op het spoor gekomen. Daarom stuurt Vince het geld per aangetekende zending naar zijn moeder en steekt in zijn eigen tas wat voedingsmiddelen en een pluchen schaap dat hij zijn zus cadeau wil geven. Zelf neemt hij de trein en neemt plaats in een leeg compartiment. In het station werd hij herkend door Jasper Bagges. Jasper was een van de gokkers en daarnaast een broer van iemand die Vince had neergeschoten. Daarom besluit Jasper om Vince te volgen. Vince herkent Jasper eveneens en besluit daarom de trein te verlaten in de eerstvolgende grootstad. Echter wordt hij bij het rechtstaan neergeschoten door Jasper. Jasper neemt Vince zijn tas, denkende dat deze het geld nog bevat, en vlucht weg. Of Vince de aanslag overleeft, wordt niet kenbaar gemaakt.

## Rolverdeling
| Acteur             | Personage   |
| ------------------ | ----------- |
| Jason Statham      | Jasper      |
| Mickey Rourke      | Jefferson   |
| Emmanuelle Chriqui | Aileen      |
| Ray Winstone       | Ronald Lynn |
| 50 Cent            | Jimmy       |
| Sam Riley          | Vince       |